# Monotoma conicicollis
Monotoma conicicollis is een keversoort uit de familie kerkhofkevers (Monotomidae). De wetenschappelijke naam van de soort werd in 1837 gepubliceerd door Félix Édouard Guérin-Méneville.